# Naevolus
Naevolus là một chi bướm ngày thuộc họ Bướm nâu.